# Ринчино, Базар
Базар Ринчинович Ринчино (1913, Акшинский уезд, Забайкальская область — 28 декабря 1943, Коростышевский район, Житомирская область) — советский военнослужащий. Участник Великой Отечественной войны. Герой Советского Союза (1944). Старший сержант.

## Биография
Родился в 1913 году в местоности Шара-Хундуй (Забайкальской области Российской империи, ныне Могойтуйский район Забайкальского края Российской Федерации) в семье скотоводов-кочевников Ринчино Золтоева и Цыремжит Бальчиновой. Бурят.
Окончил начальную школу в посёлке Боржигантай. Девятилетнее образование завершал в школе посёлка Агинское. В 1930 году он поступил в Агинское педагогическое училище, по окончании которого работал учителем в Зуткулейской начальной школе. В 1935 году был назначен её директором.
В ряды Рабоче-крестьянской Красной Армии был призван в начале 1943 года. До осени 1943 года службу проходил в запасном полку, освоил воинскую специальность наводчика противотанкового ружья. В боях с немецко-фашистскими захватчиками сержант Базар Ринчино с сентября 1943 года в составе 1-го мотострелкового батальона 71-й механизированной бригады 9-го механизированного корпуса 3-й гвардейской танковой армии Воронежского (с 20 октября 1943 года — 1-го Украинского) фронта в должности командира отделения роты противотанковых ружей.
Во второй половине сентября 1943 года подразделения 3-й гвардейской танковой армии вышли к Днепру. В ночь с 21 на 22 сентября 1943 года в числе первых форсировал водную преграду в районе Букринской излучины. Участник боёв на Букринском плацдарме. 29 сентября 1943 года лично уничтожил семерых немецких солдат и вынес с поля боя раненого офицера. В последующих боях за удержание и расширение плацдарма уничтожил не менее двух немецких танков и большое количество вражеской пехоты. В начале ноября 1943 года 3-я гвардейская танковая армия была переброшена на Лютежский плацдарм и принимала участие в Киевской наступательной и Киевской оборонительной операциях, в ходе которых проявил себя как отличный младший командир. Он был произведён в старшие сержанты и назначен на должность старшины роты противотанковых ружей.
1 декабря 1943 года 3-я гвардейская танковая армия была выведена в резерв для отдыха и пополнения, и вновь была брошена в бой в ходе Житомирско-Бердичевской операции. Немцы отступали на Коростышев, прикрываясь засадами. Одна из таких немецких групп попыталась выйти во фланг наступающим частям бригады, но сама угодила в засаду, устроенную старшим сержантом Базаром Ринчино и рядовым Фёдоровым, потеряв в ходе боя до 15 человек убитыми.
Развивая наступление, 1-й мотострелковый батальон 71-й механизированной бригады настиг танковую колонну отступающего противника. Преодолев лежащее на его пути болото, батальон занял выгодную позицию и разгромил колонну. В ходе боя уничтожил шесть вражеских танков. 26 декабря 1943 года получил задание взять «языка». Проникнув в одиночку в тыл немцев на дороге Брусилов-Коростышев, взял в плен группу из 20 военнослужащих вермахта и доставил её в штаб бригады.
Утром 28 декабря 1943 года подразделения 9-го механизированного корпуса вышли западнее Коростышева на рубеж Бельковцы — Студеница — Стрижёвка. Однако немцы подтянули из Житомира подкрепление и нанесли мощный контрудар. Рота противотанковых ружей 1-го мотострелкового батальона 71-й механизированной бригады была брошена на отражение танковой атаки у села Студеница. В этом бою, уничтожив три немецких танка, погиб. Похоронен в селе Бельковцы Коростышевского района Житомирской области Украины.
Указом Президиума Верховного Совета СССР «О присвоении звания Героя Советского Союза генералам, офицерскому, сержантскому и рядовому составу Красной Армии» от 10 января 1944 года за «образцовое выполнение боевых заданий командования на фронте борьбы с немецко-фашистскими захватчиками и проявленные при этом отвагу и геройство» удостоен посмертно звания Героя Советского Союза.

## Награды
- Медаль «Золотая Звезда» (10.01.1944);
- орден Ленина (10.01.1944);
- медаль «За отвагу» (31.10.1943).

## Память
- Бюст Героя Советского Союза Б. Р. Ринчино установлен в селе Цаган-Ола Могойтуйского района Забайкальского края.
- Бюст Героя Советского Союза Б. Р. Ринчино установлен на аллее Героев в селе городе Коростышев Житомирской области Украины.
- Бюст Героя Советского Союза Б. Р. Ринчино установлен на Аллее Героев в посёлке Агинское Забайкальского края.
- Имя Героя Советского Союза Б. Р. Ринчино носит педагогический колледж в посёлке Агинское Забайкальского края.
- Именем Героя Советского Союза Б. Р. Ринчино названы улицы в городе Улан-Удэ, посёлках Могойтуй, Агинское, селе Цаган-Ола.
- 23 февраля в Забайкальском крае проводится всероссийский турнир по вольной борьбе в память о Герое Советского Союза Б. Р. Ринчино[3]

## Документы
- Общедоступный электронный банк документов «Подвиг Народа в Великой Отечественной войне 1941—1945 гг.» Дата обращения: 14 июня 2012. Архивировано из оригинала 13 марта 2012 года.

Медаль «За отвагу» (наградной лист и приказ о награждении). Дата обращения: 14 июня 2012. Архивировано 25 сентября 2012 года.
- Обобщённый банк данных «Мемориал». Дата обращения: 14 июня 2012. Архивировано из оригинала 10 мая 2012 года.

ЦАМО, ф. 58, оп. 961694, д. 15. Дата обращения: 14 июня 2012. Архивировано 25 сентября 2012 года.
ЦАМО, ф. 58, оп. А-24706, д. 4. Дата обращения: 14 июня 2012. Архивировано 25 сентября 2012 года.
Информация из списков захоронения. Дата обращения: 14 июня 2012. Архивировано 25 сентября 2012 года.
Схема захоронения «Братская могила № 655». Дата обращения: 14 июня 2012. Архивировано 25 сентября 2012 года.